# Conde de Avilez
Título criado por D. Maria II, rainha de Portugal, por decreto de 4 de abril de 1838 a favor de Jorge de Avilez. Este, à altura visconde de Reguengo, havia prestado relevantes serviços militares na qualidade de comandante das tropas fluminenses no Reino do Brasil e, posteriormente, como comandante-em-chefe do exército português. Deposto e preso durante a Revolução liberal do Porto, foi reconduzido à patente quando da ascensão de D. Maria II. Feito conde em 1838, logo após a promulgação da Constituição portuguesa de 1838, em conjunto com José Travassos Valdez, barão do Bonfim, e Francisco Xavier da Silva Pereira, visconde das Antas.
O título é de referência antroponímica, baseado no apelido da família.
O condado permanece na linha varonil principal de Avilez até a morte prematura de Jorge de Avilez, quarto conde de Avilez, então com trinta e dois anos e sem deixar descendência, em 1901, e que foi casado com a Senhora de São Manços, Morgada da Apariça, neta dos Condes de Alpedrinha e Senhores de Pancas. Tal morte sem descendência fez com que o título fosse passado a um sobrinho de segundo grau seu, José Maria Avilez da Fonseca Accioli, elevado a quinto conde de Avilez, haja vista que o terceiro conde, Jorge Salema, não tivera outros filhos.
A residência original dos Condes de Avilez era no seu solar em Portalegre embora, após o casamento do segundo conde de Avilez em 1841 com Maria Francisca Salema de Aboim Vilalobos, herdeira de vários vínculos em Santiago do Cacém (nomeadamente do morgadio dos Raposos, de que foi último administrador José Joaquim Salema de Andrade Guerreiro de Aboim) tenham residido principalmente naquela localidade até à morte do quarto conde e a consequente extinção da linha varonil primogénita.
Outro facto curioso que envolve o quarto conde de Avilez é que ele importou o primeiro automóvel a entrar em Portugal: um Panhard-Levassor, trazido de Paris em 1895. Tamanha estranheza causou que já na alfândega houve dúvidas se se trataria de uma máquina agrícola. O quarto conde de Avilez foi também o causador do primeiro acidente automobilístico, ao atropelar um burro na sua primeira viagem, de Lisboa a Santiago do Cacém, na companhia do seu amigo e conterrâneo José Benedito Hidalgo de Vilhena, e de um mecânico, Aníbal Rosa. 
Usaram o título
1. Jorge de Avilez Zuzarte de Sousa Tavares (1785–1845), também primeiro visconde de Reguengo.
2. Jorge de Avilez Juzarte de Sousa Tavares (1816–1881), filho do anterior.
3. Jorge Salema de Avilez Juzarte de Sousa Tavares (1842–1901), filho do anterior.
4. Jorge de Avilez (1869–1901), filho do anterior.
5. José Maria Avilez da Fonseca Accioli (1871–1920), primo de segundo grau do anterior.

Após a proclamação da República e o fim do sistema nobiliárquico, tornou-se representante do título Jorge Avilez Juzarte de Sousa Tavares de Aguilar e Menezes (1901–1967) casado com Maria Francisca Castelino de São Paio de Sousa e Alvim, da Quinta da Mota. Foi também representante do título o seu único filho José Maria de Avilez Juzarte de Sousa Tavares (1926–2021). Atualmente, é representante do título Maria Francisca Trigueiros Acciaioli de Avillez.

## Galeria
- D. Jorge de Avilez Zuzarte de Sousa Tavares, 1. Conde de Avilez
- D. Jorge de Avilez Juzarte de Sousa Tavares, 2.º Conde de Avilez
- D. Jorge Salema de Avilez Juzarte de Sousa Tavares, 3.º Conde de Avilez
- Jorge de Avilez de Sousa Feio, 4.º Conde de Avilez

1. ↑  Registo de Títulos de Nobreza - Instituto da Nobreza Portuguesa